# Ázsia-kupa
Az AFC Ázsia-kupa egy nemzetközi labdarúgótorna, amelynek szervezője az Ázsiai Labdarúgó-szövetség. A torna győztese megszerzi az Ázsia Bajnoka címet.
Az Ázsia-kupát 1956 óta rendezik meg, négyévenként kerül rá sor. Mivel azonban mind a nyári olimpiát, mint a labdarúgó-Európa-bajnokságot abban az évben rendezik, mint az Ázsia-kupát (2004, 2008, 2012 stb.), a nemzetközi sportnaptár igen túlterheltté vált. Ezért az AFC úgy döntött, hogy módosít a torna rendezésének évén és 2007-től négyévenként tartják meg.

## Eredmények
| 1956 | Hongkong                                 | · Dél-Korea    | körmérkőzés         | · Izrael                  | · Hongkong                      | körmérkőzés                     | · Dél-Vietnám                   |  |  |
| 1960 | Dél-Korea                                | · Dél-Korea    | körmérkőzés         | · Izrael                  | · Kínai Köztársaság             | körmérkőzés                     | · Dél-Vietnám                   |  |  |
| 1964 | Izrael                                   | · Izrael       | körmérkőzés         | · India                   | · Dél-Korea                     | körmérkőzés                     | · Hongkong                      |  |  |
| 1968 | Irán                                     | · Irán         | körmérkőzés         | · Burma                   | · Izrael                        | körmérkőzés                     | · Kínai Köztársaság             |  |  |
| 1972 | Thaiföld                                 | · Irán         | 2–1 (h.u.)          | · Dél-Korea               | · Thaiföld                      | 2–2 (h.u.) ti.: 5–3             | · Khmer Köztársaság             |  |  |
| 1976 | Irán                                     | · Irán         | 1–0                 | · Kuvait                  | · Kína                          | 1–0                             | · Irak                          |  |  |
| 1980 | Kuvait                                   | · Kuvait       | 3–0                 | · Dél-Korea               | · Irán                          | 3–0                             | · Észak-Korea                   |  |  |
| 1984 | Szingapúr                                | · Szaúd-Arábia | 2–0                 | · Kína                    | · Kuvait                        | 1–1 (h.u.) ti.: 5–3             | · Irán                          |  |  |
| 1988 | Katar                                    | · Szaúd-Arábia | 0–0 (h.u.) ti.: 4–3 | · Dél-Korea               | · Irán                          | 0–0 (h.u.) ti.: 3–0             | · Kína                          |  |  |
| 1992 | Japán                                    | · Japán        | 1–0                 | · Szaúd-Arábia            | · Kína                          | 1–1 (h.u.) ti.: 4–3             | · Egyesült Arab Emírségek       |  |  |
| 1996 | Egyesült Arab Emírségek                  | · Szaúd-Arábia | 0–0 (h.u.) ti.: 4–2 | · Egyesült Arab Emírségek | · Irán                          | 1–1 (h.u.) ti.: 3–2             | · Kuvait                        |  |  |
| 2000 | Libanon                                  | · Japán        | 1–0                 | · Szaúd-Arábia            | · Dél-Korea                     | 1–0                             | · Kína                          |  |  |
| 2004 | Kína                                     | · Japán        | 3–1                 | · Kína                    | · Irán                          | 4–2                             | · Bahrein                       |  |  |
| 2007 | Indonézia, Malajzia, Thaiföld és Vietnám | · Irak         | 1–0                 | · Szaúd-Arábia            | · Dél-Korea                     | 0–0 (h.u.) ti.: 6–5             | · Japán                         |  |  |
| 2011 | Katar                                    | · Japán        | 1–0 (h.u.)          | · Ausztrália              | · Dél-Korea                     | 3–2                             | · Üzbegisztán                   |  |  |
| 2015 | Ausztrália                               | · Ausztrália   | 2–1 (h.u.)          | · Dél-Korea               | · Egyesült Arab Emírségek       | 3–2                             | · Irak                          |  |  |
|      |                                          |                |                     |                           |                                 |                                 |                                 |  |  |
| Év   | Helyszín                                 | Győztes        | Eredmény            | Ezüstérmes                | Elődöntősök                     | Elődöntősök                     | Elődöntősök                     |  |  |
| 2019 | Egyesült Arab Emírségek                  | · Katar        | 3–1                 | · Japán                   | Egyesült Arab Emírségek és Irán | Egyesült Arab Emírségek és Irán | Egyesült Arab Emírségek és Irán |  |  |
| 2023 | Katar                                    | · Katar        | 3–1                 | · Jordánia                | Dél-Korea és Irán               | Dél-Korea és Irán               | Dél-Korea és Irán               |  |  |

## Legtöbb Ázsia-kupa-győzelem
| Bajnok       | Csapat       | Év(ek)                  |
| ------------ | ------------ | ----------------------- |
| 4 alkalommal | Japán        | 1992*, 2000, 2004, 2011 |
| 3 alkalommal | Szaúd-Arábia | 1984, 1988, 1996        |
| 3 alkalommal | Irán         | 1968*, 1972, 1976*      |
| 2 alkalommal | Dél-Korea    | 1956, 1960*             |
| 2 alkalommal | Katar        | 2019, 2023              |
| 1 alkalommal | Kuvait       | 1980*                   |
| 1 alkalommal | Izrael       | 1964*                   |
| 1 alkalommal | Ausztrália   | 2015*                   |
| 1 alkalommal | Irak         | 2007                    |

* = rendezőként

## Legtöbb Ázsia-kupát rendező ország
| Rendezés | Ország                  | Év(ek)           |
| -------- | ----------------------- | ---------------- |
| 3-szor   | Katar                   | 1988, 2011, 2023 |
| 2-szer   | Irán                    | 1968, 1976       |
| 2-szer   | Thaiföld                | 1972, 2007^      |
| 2-szer   | Egyesült Arab Emírségek | 1996, 2019       |
| 1-szer   | Ausztrália              | 2015             |
| 1-szer   | Dél-Korea               | 1960             |
| 1-szer   | Hongkong                | 1956             |
| 1-szer   | Indonézia               | 2007^            |
| 1-szer   | Izrael                  | 1964             |
| 1-szer   | Japán                   | 1992             |
| 1-szer   | Kína                    | 2004             |
| 1-szer   | Kuvait                  | 1980             |
| 1-szer   | Libanon                 | 2000             |
| 1-szer   | Malajzia                | 2007^            |
| 1-szer   | Szingapúr               | 1984             |
| 1-szer   | Vietnám                 | 2007^            |

- ^Indonézia, Malajzia, Thaiföld, és Vietnám együtt rendezik a 2007. évi Ázsia-kupát.

## Eredményes nemzeti válogatottak
| Csapat                  | Győzelmek | Győztes évek            | Második                | Harmadik               | Negyedik   |
| ----------------------- | --------- | ----------------------- | ---------------------- | ---------------------- | ---------- |
| Japán                   | 4         | 1992*, 2000, 2004, 2011 | 2019                   | -                      | 2007       |
| Szaúd-Arábia            | 3         | 1984, 1988, 1996        | 1992, 2000, 2007       | -                      | -          |
| Irán                    | 3         | 1968*, 1972, 1976*      | -                      | 1980, 1988, 1996, 2004 | 1984       |
| Dél-Korea               | 2         | 1956, 1960*             | 1972, 1980, 1988, 2015 | 1964, 2000, 2007, 2011 | -          |
| Katar                   | 2         | 2019, 2023*             | -                      | -                      | -          |
| Izrael                  | 1         | 1964*                   | 1956, 1960             | 1968                   | -          |
| Kuvait                  | 1         | 1980*                   | 1976                   | 1984                   | 1996       |
| Ausztrália              | 1         | 2015*                   | 2011                   | -                      | -          |
| Irak                    | 1         | 2007                    | -                      | -                      | 1976, 2015 |
| Kína                    | -         | -                       | 1984, 2004*            | 1976, 1992             | 1988, 2000 |
| Egyesült Arab Emírségek | -         | -                       | 1996*                  | 2015                   | 1992       |
| Mianmar                 | -         | -                       | 1968                   | -                      | -          |
| India                   | -         | -                       | 1964                   | -                      | -          |
| Jordánia                | -         | -                       | 2023                   | -                      | -          |
| Hongkong                | -         | -                       | -                      | 1956*                  | 1964       |
| Tajvan                  | -         | -                       | -                      | 1960                   | 1968       |
| Thaiföld                | -         | -                       | -                      | 1972*                  | -          |
| Dél-Vietnám             | -         | -                       | -                      | -                      | 1956, 1960 |
| Kambodzsa               | -         | -                       | -                      | -                      | 1972       |
| Észak-Korea             | -         | -                       | -                      | -                      | 1980       |
| Bahrein                 | -         | -                       | -                      | -                      | 2004       |
| Üzbegisztán             | -         | -                       | -                      | -                      | 2011       |

* = vendéglátóként